# Parnassius inopinatus
Parnassius inopinatus är en fjärilsart som beskrevs av Kotzsch 1940. Parnassius inopinatus ingår i släktet Parnassius och familjen riddarfjärilar. Inga underarter finns listade i Catalogue of Life.